# New Found Glory (álbum)
New Found Glory es el segundo álbum de estudio de la banda del mismo nombre, lanzado el 26 de septiembre de 2000 a través de MCA y Drive-Thru Records. Fue producido por Neal Avron.

## Lista de canciones
| N.º | Título                          | Duración |  |
| 1.  | «Better Off Dead»               | 2:48     |  |
| 2.  | «Dressed to Kill»               | 3:28     |  |
| 3.  | «Sincerely Me»                  | 2:48     |  |
| 4.  | «Hit or Miss»                   | 3:22     |  |
| 5.  | «Second to Last»                | 2:44     |  |
| 6.  | «Eyesore»                       | 3:46     |  |
| 7.  | «Vegas»                         | 2:29     |  |
| 8.  | «Sucker»                        | 2:53     |  |
| 9.  | «Black & Blue»                  | 2:09     |  |
| 10. | «Boy Crazy»                     | 3:19     |  |
| 11. | «All About Her»                 | 3:02     |  |
| 12. | «Ballad for the Lost Romantics» | 3:24     |  |

## Posicionamiento en listas
| Lista musical | Posición más alta |
| ------------- | ----------------- |
| Billboard 200 | 107               |